# Książę Niezłomny
Książę Niezłomny (hiszp. El Principe constante) – dramat Pedra Calderóna de la Barki z 1628/1629 roku, oparty dość swobodnie na losach bł. Ferdynanda z Portugalii. Tematem utworu jest dramat wolnej woli człowieka rozpiętej pomiędzy wymaganiami etycznymi a doktryną zbawienia. Główny bohater świadomie skazuje się na niewolę, pozbawienie przywilejów, a w końcu śmierć, w imię wiary, z którą się utożsamia.

## Okoliczności wystawienia sztuki
Sztuka została napisana na przełomie 1628 i 1629 roku. Stanowi przeróbkę wcześniejszego utworu La fortuna adversa del infante Fernando de Portugal (Przeciwna fortuna infanta don Fernanda Portugalskiego), przypisywanego Lopemu de Vedze, a w rzeczywistości napisanego około 1595-1598 przez dramaturga z Walencji, Francisca Tarregę (ok. 1556-1602).
Utwór został wystawiony w Madrycie na początku sezonu teatralnego 1629, a więc w drugiej połowie kwietnia tego roku. Z jego premierą związany był głośny skandal. Pod koniec karnawału 1629 roku Calderón wziął udział w zbrojnym najściu na klasztor trynitarek przy ulicy Cantamarras. Fray Hortensio Parvacino, znakomity ówczesny kaznodzieja, a także poeta i przyjaciel Luisa de Góngory i Lopego de Vegi, potępił z ambony zuchwalców. Dramaturg nie pozostał mu dłużny i sparodiował napuszony styl kaznodziei w aktualnie pisanej sztuce. W pierwszej kwestii gracioso Brito, w Księciu Niezłomnym, dziękuje za abriles y mayos, co Słowacki oddał jakoː Chwała Boguǃ że przecie stoję o własnej sile / Na brzegu, kędy maje widzę i apryle. Parvacino poskarżył się na autora i trupę teatralną do samego króla. Podkreślał w piśmie, że zwrócił się, zgodnie z procedurą do Protektora Szpitali, który sprawował nadzór nad działalnością teatrów publicznych w Madrycie. Na skutek jego interwencji poetę zatrzymano na kilka dni w areszcie domowym. Nakazano mu również usunięcie kwestii padającej z ust pijanego bufona (bufón vinoso), co jednak nie zostało wykonane. Co gorsza sztuka nie schodziła z afisza, ciesząc się nie słabnącym powodzeniem. W piśmie do króla Parvacino porównuje otrzymane przez poetę wynagrodzenie, w kwocie 800 reali do judaszowych srebrników.
Król przekazał memoriał Parvacina Przewodniczącemu Rady Kastylii, kardynałowi Gabrielowi de Trejo y Paniagua. 19 maja 1629 roku kardynał orzekł, że Calderón istotnie zawinił i nakazał usunąć sporny fragment tekstu, podkreślając jednocześnie, że skarżący przesadził w oskarżeniach. Poeta własnoręcznie usunął obrażające trynitarza pięć wersów. Sztuka ukazała się drukiem w 1636 roku w Primera parte.

## Osoby
| Osoba             | Jej rola w dramacie                           |
| ----------------- | --------------------------------------------- |
| Król Fezu         |                                               |
| Alfons            | król portugalski                              |
| Tarudant          | infant Fezu                                   |
| Don Fernand       | infant portugalski, zwany księciem niezłomnym |
| Don Henryk        | infant portugalski                            |
| Don Żuan Coutinio | towarzysz don Fernanda                        |
| Mulej             | wódz galer fezańskich                         |
| Feniksana         | córka króla Fezu                              |
| Estrella          | Niewolnice Feniksany                          |
| Zara              | Niewolnice Feniksany                          |
| Roza              | Niewolnice Feniksany                          |
| Selina            | Niewolnice Feniksany                          |
| Brytasz           | trefniś                                       |
| Selim             | dozorca niewolników                           |

## Czas i miejsce akcji
Akcja utworu rozgrywa się w latach 1437-1443 pod Tangerem oraz w Fezie i jego najbliższej okolicy

## Treść

### Dzień I

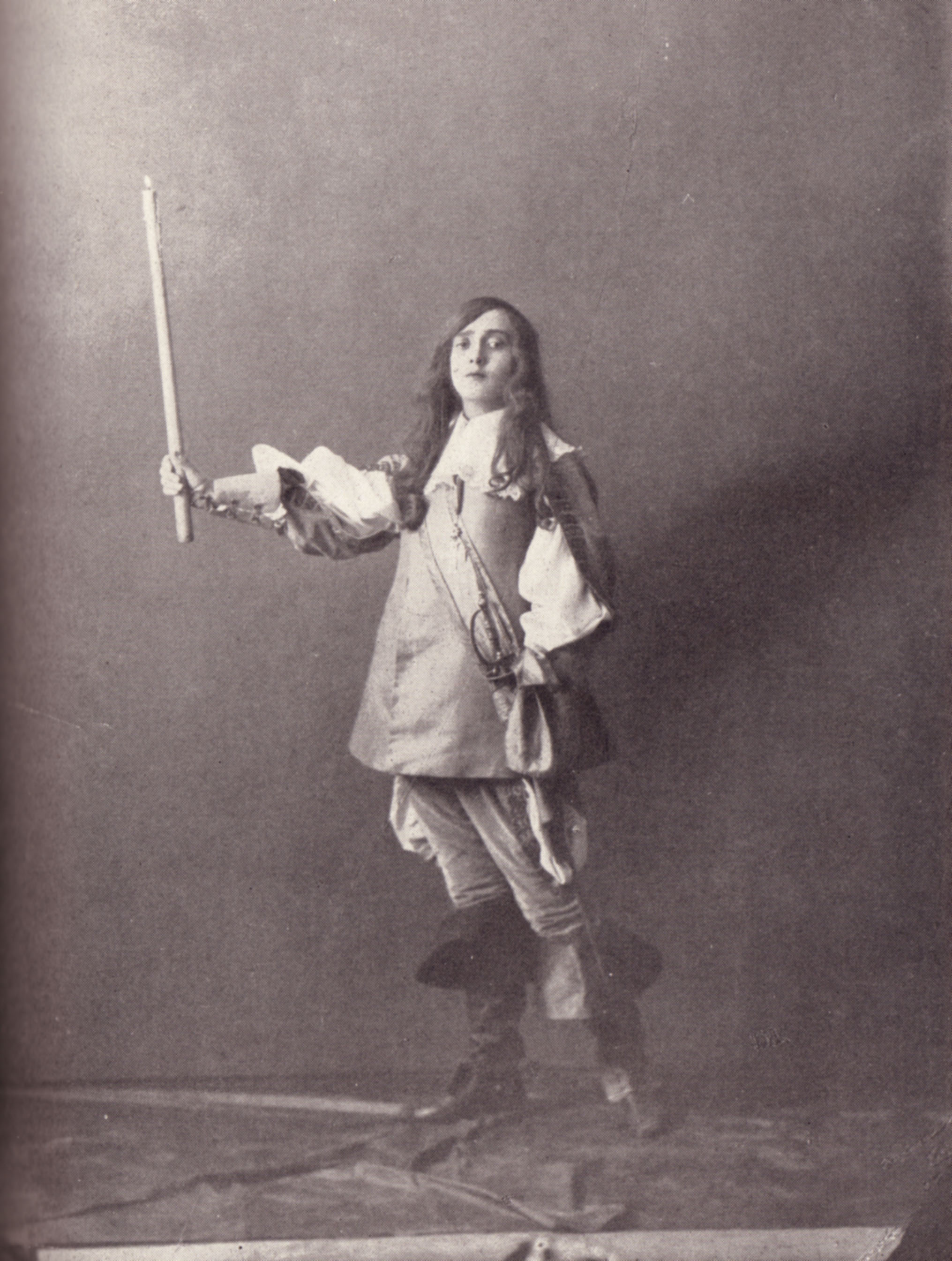
Nina Grigoriewna Kowalenskaja jako Książę Niezłomny. 1915

Król Fezu zapowiada Feniksanie, że ma zamiar wydać ją ze względów politycznych za księcia Tarudanta. Zakochana w Muleju Feniksana jest zrozpaczona. Przybywa Mulej z wiadomościami, że flota portugalska zmierza w kierunku Tangeru, żeby go zdobyć. Król wysyła Muleja na odsiecz, sam pociągnie za nim z całym wojskiem, kiedy je tylko zbierze. Mulej wybucha zazdrością widząc portret innego w ręku Feniksany.
Portugalczycy lądują na afrykańskim wybrzeżu. Don Henryk ma złe przeczucia. Jednak w pierwszej bitwie Maurowie zostają rozbici. Don Fernand bierze do niewoli Muleja. Dowiedziawszy się jednak o jego miłosnym strapieniu puszcza go wolno. Tymczasem nadciągają główne wojska mauretańskie. Portugalczycy zostają okrążeni, don Fernand – wzięty do niewoli. Król Fezu odsyła don Henryka do króla portugalskiego Duarta z wiadomością, że wyda mu brata w zamian za poddanie Ceuty.

### Dzień II
Feniksana usłyszała wróżbę, że jej piękność zostanie okupiona śmiercią. Mulej wnioskuje z tego, że jego ukochana wyjdzie za Tarudanta po jego śmierci. Don Fernand pociesza swoich rodaków – niewolników nadzieją wyzwolenia. Mulej zwierza mu się ze swych miłosnych mąk przez porównanie ich z Feniksem. Król urządza dla swego więźnia polowanie na tygrysa. Tymczasem przypływa okręt z Portugalii, cały w kirze, z czego don Fernand wnosi, że król nie chce oddać Ceuty. Okazuje się jednak, że żałoba jest spowodowana śmiercią króla, który w swoim testamencie nakazał wydać Maurom Ceutę w zamian za swego królewskiego brata. Don Fernand sprzeciwia się jednak wydaniu tylu niewinnych istnień ludzkich za niego jednego, drze akt królewski i połyka jego kawałki. Król wpada we wściekłość i pozbawia infanta wszelkich wygód i wysyła do pracy w stajni. Don Henryk odpływa.
Niewolnicy chrześcijańscy, oczekujący rychłego wyzwolenia nie rozpoznają don Fernanda w łachmanach. Don Fernand wysłany przez Zarę po kwiaty dla Feniksany unaocznia księżniczce, że los człowieczy podobny jest do kwiatu, który wieczorem więdnie. Mulej przygotowuje dla don Fernanda ucieczkę, zostaje jednak uprzedzony przez króla, który wyznacza go osobistym strażnikiem jeńca. Don Fernand nie godzi się pohańbić przyjaciela ucieczką.

### Dzień III
Mulej wstawia się u króla za don Fernandem, który jest już tak słaby, że go sługi wynoszą z lochu, a z rozkazu królewskiego nikt mu nie daje jeść. Król jednak nie chce go słuchać. Wstawia się też za więźniem Feniksana. Król pozostaje niewzruszony. Do Fezu przybywają Tarudant i król portugalski Alfons. Alfons proponuje w zamian za Ceutę okup za dwa inne dowolne miasta. Tarudant uznając taką propozycję za obraźliwą wyzywa króla na pojedynek. Król Fezu odmawia. Alfons wypowiada wojnę. Tarudant przybywa po Feniksanę. Król radzi mu prędki wyjazd wobec zbliżającego się oblężenia. Daje mu też do pomocy cierpiącego nad swym losem Muleja.
Brytasz z towarzyszem wynoszą osłabionego infanta. Don Żuan wyrusza żebrać dla niego o kawałek chleba. Nadchodzą Selim, król, Tarudant i Feniksana. Don Fernand prosi ich o chleb, do końca jednak pozostaje nieugięty. Król jest wstrząśnięty. Feniksana ucieka od jego widoku. Skrawiony don Żuan przynosi z trudem zdobyte pożywienie. Don Fernand nie ma już siły go spożyć. Umiera.
Portugalczycy lądują na wybrzeżu afrykańskim. Przed Alfonsem i don Henrykiem zjawia się duch don Fernanda i prowadzi ich do bitwy. Król pastwi się nad zwłokami zmarłego więźnia. Duch don Fernanda zapowiada Alfonsowi, że dzięki schwytanym jeńcom, wykupi go z niewoli. Alfons domaga się wydania Fernanda w zamian za Feniksanę. Król Fezu w rozpaczy żegna się z córką, oznajmiając Alfonsowi, że Fernand nie żyje. Alfons jednak godzi się oddać Feniksanę za zwłoki stryja. Przyjąwszy ze czcią trumnę ze zwłokami męczennika wydaje królowi Maurów córkę i Tarudanta, prosi jednak króla ze względu na pamięć don Fernanda, by wydał Feniksanę za Muleja. Żałobny orszak wyrusza do ojczyzny.

## Analiza
Tematem Księcia Niezłomnego jest kondycja ludzkaː dramat wolnej woli rozpiętej pomiędzy społecznie pojmowaną etyką a doktryną zbawienia. Utwór wyrasta z chrześcijańskiej refleksji neostoickiej, której szczególnie popularnym reprezentantem był w Hiszpanii czasów Olivaresa, niderlandzki humanista Lipsius. Książę Niezłomny szczególnie wiele zawdzięcza jego De Constantia Libri Duo (1584), ukazując jaką postawę powinien przyjąć człowiek wobec zmienności i znikomości rzeczy ziemskich. Don Fernand jest wzorem stałości (constantia), łączącym wysokie wymagania etyczne z heroiczną postawą wobec przeciwności. Postawiony w sytuacji skrajnej, staje wobec wyboru pomiędzy wolnością a koniecznością. Świadomie skazuje się na niewolę, pozbawienie przywilejów, a w końcu śmierć, będącą aktem samounicestwienia, w imię wiary, z którą się utożsamia.

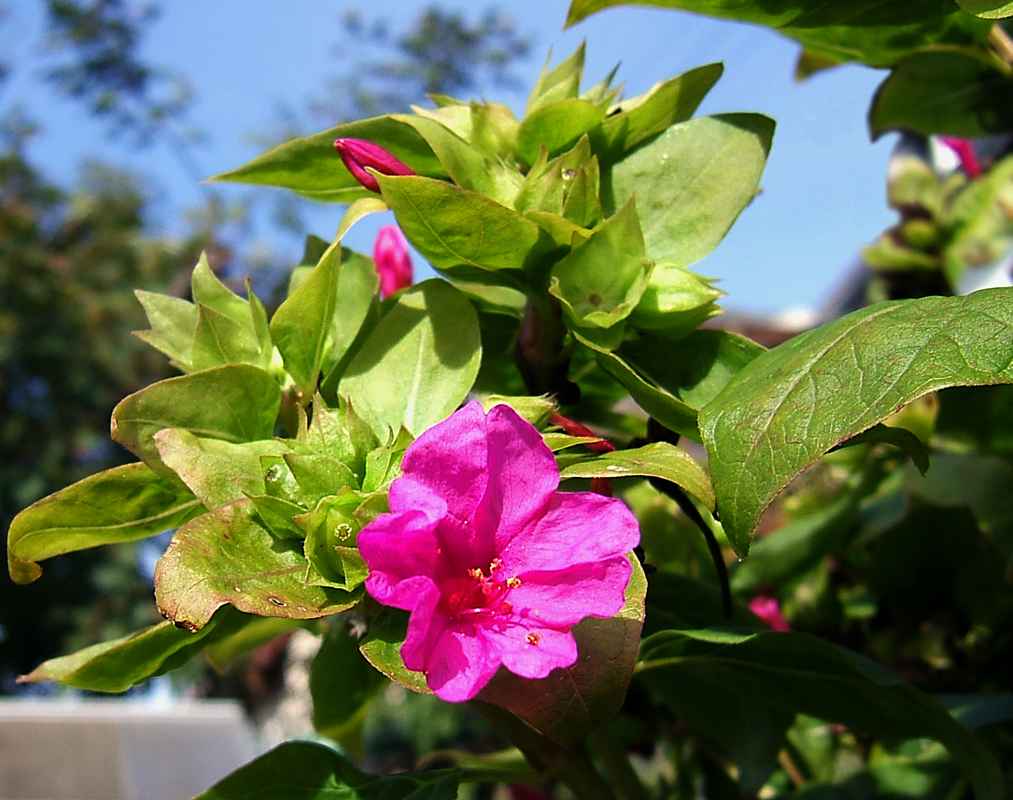
Dziwaczek jalapa, kwiat prawdopodobnie trzymany przez Feniksanę podczas rozmowy z Fernandem

Klucz do interpretacji utworu podaje poeta w scenie rozmowy don Fernanda z Feniksaną. Cierpiąca na melancholię księżniczka mauretańska, dodatkowo wytrącona z równowagi wróżbą, że będzie okupem za umarłego, posyła niewolników dla rozweselenia po kwiaty. Kiedy don Fernand w stroju niewolnika staje przed nią, wskazuje na ukryte znaczenie kwiatów – hieroglifów swego losu. Za pomocą sonetu objaśnia ukryte w symbolice kwiatów przesłanie ziemskiej marności i przemijania. Ku swojemu zaskoczeniu wywołuje wzburzenie księżniczki, która niszczy i rozrzuca przyniesiony bukiet. Zmienia się kompozycja obrazu (figura) – kwiaty leżą rozrzucone na deskach sceny i przypominają raczej gwiazdy na firmamencie niebieskim. Feniksana wypowiada nad nimi ujęte w formę sonetu objaśnienie (subsriptio) nowo powstałego obrazu. Kwiaty były obrazem przemijania, gwiazdy są symbolem przeznaczenia. Duet sonetowy służy skontrastowaniu dwóch doktryn religijnych – chrześcijaństwa i islamu. Los chrześcijanina, chociaż wpisany w plan Boskiej opatrzności, zależy od wolnej woli, którą człowiek został obdarzony. Los muzułmanina przeznaczony każdemu przez Boga – kimset – jest niezrozumiałym i nieodwracalnym fatum.
Feniksana trzyma w dłoni od początku sceny kwiat maravilii, nazywanej cudem (hiszp. maravilla) z uwagi na to, że zamyka się, więdnie, w dzień, by rozkwitnąć nocą. Ten właśnie kwiat staje się hieroglifem losu Fernanda, stanowiąc ikonę jego ogołocenia za życia i apoteozy po śmierci. W utworze stale powraca przeciwstawienie „trupa” (cadáver) – śmiertelnego ciała człowieka – i „kwiatu” (flor), które stanowi wyraźne nawiązanie do Psalmu 102ː Dni człowieka są jak trawa; kwitnie jak kwiat na polu, ledwie muśnie go wiatr, a już go nie ma, i miejsce, gdzie był, już go nie poznaje.

## Ciekawostki

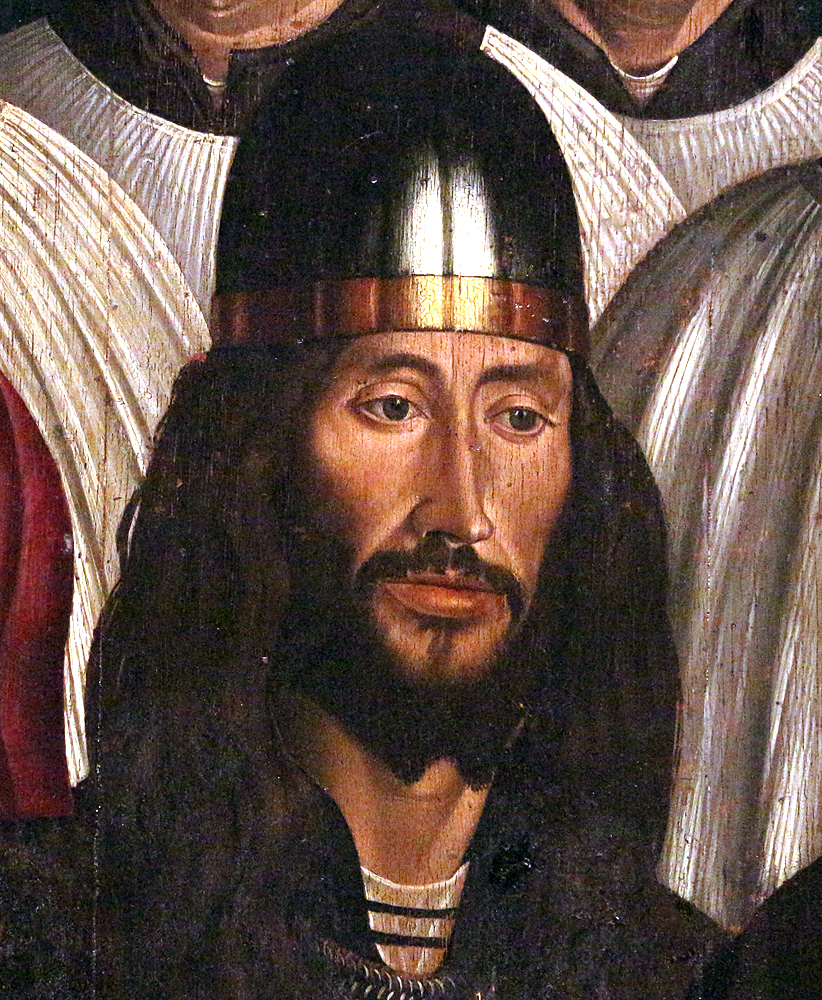
bł. Ferdynand, fr. poliptyku Adoracja św. Wincentego Nuna Gonçalvesa, ok. 1470

- Autor traktuje historię księcia portugalskiego Ferdynanda (1402-1443) z dużą swobodą. W 1437 roku wziął on udział, wraz z bratem Henrykiem, w wyprawie wojennej, mającej na celu zdobycie Tangeru. Od 1415 roku w ręku portugalskim znajdowała się Ceuta. Kiedy w wyniku poniesionej klęski don Ferdynand dostał się do niewoli, zwycięzcy zażądali za jego uwolnienie zwrotu Ceuty. Portugalczycy ociągali się z oddaniem twierdzy, mając nadzieję uwolnić jeńca orężnie. Przed śmiercią w 1438 roku król Duarte zalecił w testamencie uwolnienie brata, nawet za cenę oddania Ceuty. Tron portugalski objął po nim jego bratanek, 6-letni Alfons V. W 1441 roku wysłano posłów, jednak rozmowy nie doprowadziły do sukcesu, Marokańczycy zażądali bowiem opuszczenia Ceuty przez wszystkich chrześcijan. Z upływem lat warunki bytowe i zdrowotne Ferdynanda coraz bardziej się pogarszały. Pozbawiony wygód i świty, został zmuszony do pracy wraz z innymi więźniami. Ostatnie 15 miesięcy swego życia spędził w dawnej latrynie eunuchów. Zmarł 5 czerwca 1443 roku[13].

- Zwłoki Ferdynanda wypchane ziołami wywieszono głową w dół na bramie miejskiej Fezu, na pośmiewisko mieszkańców, którzy przez cztery dni obrzucali je kamieniami i zgniłymi pomarańczami. Zamknięte w drewnianej trumnie wywieszono następnie nad bramą Delbeiçada. Towarzysze don Ferdynanda wykradli jego wnętrzności i serce. W 1451 roku, uwolnieni przywieźli ze sobą do kraju, uznane za relikwie szczątki. W 1470 roku Ferdynand został beatyfikowany. Rok później jego bratankowi udało się odzyskać ciało księcia w zamian za wziętych do niewoli syna i żonę władcy Arzili[13].

## Polskie przekłady
W 1844 roku przekładu Księcia Niezłomnego na język polski dokonał Juliusz Słowacki. W 1990 roku ukazało się w Krakowie nowe tłumaczenie Leszka Białego.